# 더럼 불스
더럼 불스(Durham Bulls)는 미국의 마이너 리그 베이스볼 구단이다. 인터내셔널 리그에 참여하고 있다. 노스캐롤라이나주 더럼이 연고지이며, 탬파베이 레이스 산하의 트리플 A 팀이다. 홈구장은 1995년에 개장한 더럼 불스 애슬레틱 파크이다.
1902년 더럼 터배커니스츠(Durham Tobacconists)로 최초 창단했으며 버지니아노스캐롤라이나 리그에 속해있었으나 곧 해산하였다. 이후 10년 공백기를 가진 뒤 더럼 불스로 재창단하였고 1913년부터 1917년까지 노스캐롤라이나 스테이트 리그에 가입돼있었다. 이후 피드몬트 리그에 1920년부터 1933년까지, 다시 1936년부터 1943년까지, 총 두 차례 속하였다.
1945년부터 1971년까지 캐롤라이나 리그에서 겨루었으며, 이 시기 후반인 1968년에 클래스 A(현 싱글 A) 롤리 캐피털스와 병합하면서 롤리더럼 메츠(1968), 롤리더럼 필리스(1969), 롤리더럼 트라이앵글스(1970-1971)로 연달아 이름을 교체해나갔다.
1980년에 다시 캐롤라이나 리그로 돌아왔으나 1998년 클래스 A 어드밴스트(현 하이 A)에서 두 단계 상승해 트리플 A가 되는 동시에 인터내셔널 소속이 되었다. 이는 당시 메이저 리그 신설 구단 탬파베이 데블레이스(현 탬파베이 레이스)와 애리조나 다이아몬드백스에 연계할 마이너 리그 트리플 A 구단 두 팀이 필요해진 상황이었으며, 또한 더럼 불스가 케빈 코스트너, 팀 로빈스, 수전 서랜던이 주연한 1988년 흥행 영화 《19번째 남자》(Bull Durham)에서 서사 중심에 놓인 구단으로 등장한 이래로 유명해진 덕분이었다.
2021년 메이저 리그 베이스볼 재편성에 맞물려 트리플 A 이스트로 편입되었다. 2022년 트리플 A 이스트는 인터내셔널 리그로 알려지게 되었다.
영화 《19번째 남자》(1988) 촬영분 대다수는 1987년 당시 더럼 불스 홈구장이었던 더럼 애슬레틱 파크에서 촬영되었다.